# Testudinaria gravatai
Testudinaria gravatai là một loài nhện trong họ Araneidae.
Loài này thuộc chi Testudinaria. Testudinaria gravatai được Herbert Walter Levi miêu tả năm 2005.